# Torch Song Trilogy (pel·lícula)
Torch Song Trilogy és una pel·lícula de comèdia dramàtica estatunidenca de 1988 adaptada per Harvey Fierstein de la seva obra de teatre del mateix nom.
La pel·lícula va ser dirigida per Paul Bogart i és protagonitzada per Fierstein com Arnold, Anne Bancroft com Ma Beckoff, Matthew Broderick com Alan, Brian Kerwin com Ed i Eddie Castrodad com David. El productor executiu Ronald K. Fierstein és el germà d'Harvey Fierstein.
Fierstein va crear el paper de Bertha Venation per destacar el treball del Drag queen Charles Pierce. Broderick originalment va rebutjar el paper d'Alan perquè s'estava recuperant d'un accident d'automòbil a Irlanda del Nord. Tate Donovan va ser seleccionat, però dos dies després del període d'assaig, Broderick va canviar de parer i va contactar amb Fierstein, que va acomiadar Donovan.
Encara que l'obra va durar més de quatre hores, la pel·lícula es va limitar a una durada de dues hores a la insistència de New Line Cinema, la qual cosa va necessitar molta edició i escissions. El període que cobreix la pel·lícula és diversos anys anterior al període de l'obra original.

## Argument
- 1971: l'Arnold, una drag queen de la ciutat de Nova York, coneix l'Ed, un professor d'escola bisexual, i s'enamoren. L'Ed, però, se sent incòmode amb la seva sexualitat i deixa l'Arnold per una xicota, Laurel.
- 1973–79: durant el Nadal, l'Arnold coneix l'amor de la seva vida, un model anomenat Alan. S'estableixen junts, i després passen un cap de setmana amb Ed i Laurel al país, on la seva relació es posa a prova, inclosa una trobada sexual entre els gelosos Alan i Ed, però perdura. Finalment, sol·liciten l'acolliment d'un nen amb vista a l'adopció, i la seva sol·licitud finalment té èxit. Es traslladen a un apartament més gran a Brooklyn perquè el seu fill pugui tenir la seva pròpia habitació, però en la seva primera nit a la seva nova llar, Alan és assassinat en un atac homofòbic.
- 1980: a la primavera de 1980, la mare de l'Arnold ve de visita des de Florida, però la seva visita porta a un enfrontament esperat des de fa temps. La mare d'Arnold desaprova l'homosexualitat d'Arnold i la seva adopció d'un fill adolescent gai, David, així com l'ús que Arnold fa del seu enterrament familiar per a Alan. Tenen una sèrie d'arguments on l'Arnold demana que l'accepti com és, insistint que si no pot, no té lloc a la seva vida. L'endemà al matí, abans de tornar a Florida, mantenen una conversa on, per primera vegada, sembla que s'entenen. Amb David i Ed, que ara és més madur i assentat i li demana a Arnold que li doni una altra oportunitat en una relació romàntica, a la seva vida, i una nova carrera d'èxit creant la seva pròpia revista escènica, la vida d'Arnold finalment es compleix. La pel·lícula acaba amb ell sostenint objectes de cadascuna de les persones que estima i somrient.

## Repartiment
- Harvey Fierstein com a Arnold Beckoff
- Anne Bancroft com a Ma Beckoff
- Matthew Broderick com Alan Simon
- Brian Kerwin com a Ed
- Karen Young com a Laurel
- Eddie Castrodad com a David
- Ken Page com a Murray (Marcia Dimes)
- Charles Pierce com a Bertha Venation
- Axel Vera com a Marina Del Ray

## Banda sonora
La banda sonora de Torch Song Trilogy es va publicar al segell Polydor en LP, casset i CD el 8 de desembre de 1988. L'àlbum va figurar a les llistes de jazz de les revistes de la indústria Billboard i Cashbox.
La cançó "This Time the Dream's On Me" cantada per Ella Fitzgerald, que s'utilitza diverses vegades al llarg de la pel·lícula, fins i tot durant els crèdits de tancament, va ser eliminada de l'àlbum de la banda sonora prevista per Norman Granz, manager de Fitzgerald, quan va invocar una clàusula contractual que donava a Fitzgerald el dret a rebutjar el seu material per aparèixer en un àlbum amb un altre artista (conegut a la indústria musical com a "clàusula coupling". En realitat, Granz no estava satisfet amb els diners que va oferir la discogràfica PolyGram Records (ara part d'Universal Music) per a l'ús de la cançó a la pel·lícula i va rebutjar el permís per incloure-la a l'àlbum per despit.
La música original de Peter Matz i melodies pop contemporànies com ara "Maggie May" de Rod Stewart es van utilitzar a la pel·lícula, però no es van incloure a la banda sonora com els seus productors, Larry L. Lash i Matz, van sentir que van trencar el tema general de la "torch song" de l'àlbum. La llista de cançons és la següent: 
1. "'S Wonderful" – Count Basie Orchestra, Joe Williams
2. "Dames" – Harvey Fierstein, Nick Montgomery, Robert Neary, Ken Page, Charles Pierce, Axel Vera
3. "But Not for Me" – Billie Holiday
4. "Body and Soul" – Charlie Haden Quartet West
5. "Svelte" – Harvey Fierstein
6. "Skylark" – Marilyn Scott
7. "I Loves You, Porgy" – Bill Evans
8. "Can't We Be Friends?" – Anita O'Day
9. "Love for Sale" – Harvey Fierstein
10. "What's New?" – Billie Holiday

## Mitjans donèstics
Torch Song Trilogy es va publicar en VHS el 1989, i en DVD el maig de 2004. La versió en DVD conté una pista de comentaris d'àudio de l'actor i escriptor Harvey Fierstein.

## Recepció
Torch Song Trilogy va ser generalment ben rebuda per la crítica, amb crítiques de Variety, Time Out, Roger Ebert i Janet Maslin elogien la pel·lícula. Té una puntuació del 77% a Rotten Tomatoes basat en 22 ressenyes.
Janet Maslin de The New York Times va escriure "Com La Cage aux Folles, Torch Song Trilogy presenta un món homosexual que qualsevol mare, amb la possible excepció del d'Arnold Beckoff, estimaria. Molt escurçada de l'obra de llarga durada del Sr. Fierstein, guanyadora del premi Tony, la versió cinematogràfica emfatitza el que és amable a cada pas, però la sorpresa és que ho fa de manera divertida i bé." Roger Ebert va comentar: "Tal com va escriure i interpretar Harvey Fierstein com un èxit escènic de llarga durada, es va veure com una mena de visita nostàlgica als problemes que tenien els gais en els anys anteriors a l'horror de la sida. La pel·lícula té més o menys el mateix focus, però com que és una pel·lícula, es torna més íntima i intensa."

## Premis i nominacions
Al Festival de Cinema Estatunidenc de Deauville de 1989, el director Paul Bogart va ser nominat al Premi de la Crítica i va guanyar el Premi del Públic. La pel·lícula també va ser nominada a la millor pel·lícula i Fierstein va ser nominat a la millor protagonista masculina als Premis Independent Spirit aquell mateix any.